# NN-38
La carretera NN-38 es una vía departamental secundaria ubicada en el departamento de Estelí. Se extiende por 12,47 kilómetros y conecta áreas rurales del sur de Estelí, sirviendo como una vía de acceso entre comunidades montañosas y zonas de producción agrícola.

## Trazado y cruces
Esta carretera atraviesa varias comunidades rurales de Estelí en dirección norte-sur.
| km   | Localidad                | Departamento | Conexión / Ruta |
| ---- | ------------------------ | ------------ | --------------- |
| 0    | San Miguel               | Estelí       | Camino rural    |
| 5,4  | El Tablón                | Estelí       | Camino rural    |
| 9,2  | Los Arados               | Estelí       | Camino rural    |
| 12,4 | Santa Teresa del Mogotón | Estelí       | Camino rural    |

## Coordenadas
Uno de los tramos de la NN-38 puede ser encontrado en las coordenadas: 13°05′42″N 86°17′10″O / 13.0950, -86.2860